# 萨朗 (热尔省)
萨朗（法語：Sarrant，法語發音：[saʁɑ̃]）是法国热尔省的一个市镇，属于孔东区。

## 地理
萨朗（43°46'28"N, 0°55'45"E）面积19.81 平方千米，位于法国奧克西塔尼大區热尔省，该省份为法国西南部内陆省份，北起顺时针与洛特-加龙省、塔恩-加龙省、上加龙省、上比利牛斯省、大西洋比利牛斯省和朗德省接壤。
与萨朗接壤的市镇（或旧市镇、城区）包括：莫贝克、布里涅蒙、拉布里、圣安娜、圣乔治、索洛米亚克。

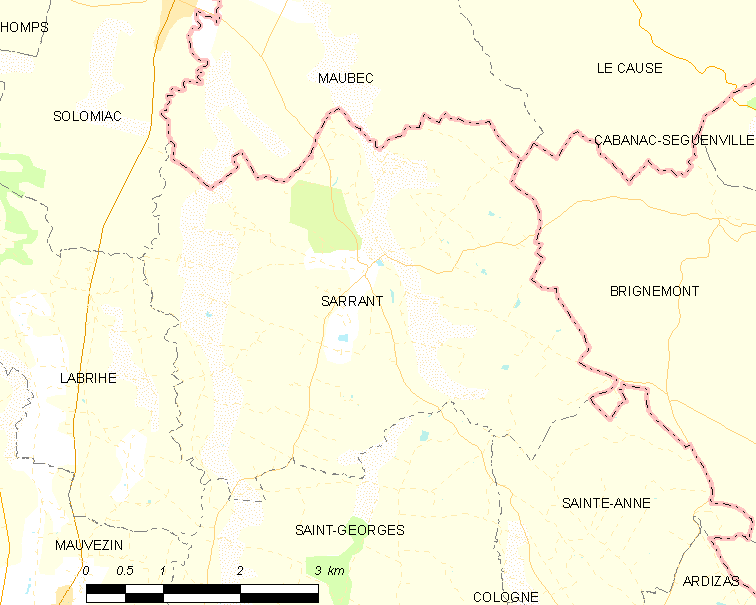
的OSM定位图

萨朗的时区为UTC+01:00、UTC+02:00（夏令时）。

## 行政
萨朗的邮政编码为32120，INSEE市镇编码为32416。

## 政治
萨朗所属的省级选区为日莫讷-阿拉茨县。

## 人口

1962-2008年间人口变化图示

萨朗于2022年1月1日时的人口数量为361人。